# Ary Barroso
Ary Evangelista Barroso (Ubá, 7 novembre 1903 – Rio de Janeiro, 9 febbraio 1964) è stato un pianista, compositore e giornalista brasiliano.
Ha composto più di duecentocinquanta motivi, fra i quali Aquarela do Brasil, che risulta essere fra le venti canzoni più registrate di sempre.

## Biografia

### La formazione
Ary Barroso nacque a Ubá da João Evangelista Barroso e da Angelina de Resende Barroso. Il padre, oltre a essere un avvocato, era un artista: scriveva poesie, suonava la chitarra e cantava. La madre morì di tubercolosi quando Ary non aveva ancora otto anni, e due mesi dopo, per la stessa malattia, morì il padre, sicché il bimbo fu cresciuto dalla zia Ritinha, che gli insegnò a suonare il pianoforte, e dalla nonna Gabriela. Dopo avere appreso i rudimenti dello strumento e averli perfezionati, fu in grado di aiutare finanziariamente la zia lavorando al Cinema Ideal come pianista di accompagnamento ai film che venivano proiettati. Poi per sei mesi lavorò in un negozio come cassiere. A causa di questi impegni i suoi studi non furono regolari, né alle scuole elementari né alle diverse scuole superiori dove andò avanti con fatica diplomandosi finalmente a Cataguases. In quell’epoca Barroso era distratto anche dalla sua attività di portiere nella squadra di calcio del Botafogo di Ubá e dalle compagnie bohemien che frequentava, fra cui conobbe il paroliere Luís Peixoto con cui scrisse oltre sessanta canzoni.
Nel 1921 si trasferì stabilmente a Rio de Janeiro e l’anno dopo iniziò a frequentare la facoltà di legge all’Università della città carioca. Anche in questo caso il percorso universitario fu accidentato a causa del fatto che il ragazzo di mattina andava in facoltà, nel pomeriggio per quattro ore suonava il pianoforte accompagnando le proiezioni cinematografiche, e per altre due ore serali svolgeva lo stesso lavoro in un’altra sala cinematografica. Perciò la sua formazione universitaria non si concluse che nel 1930.

### La carriera artistica

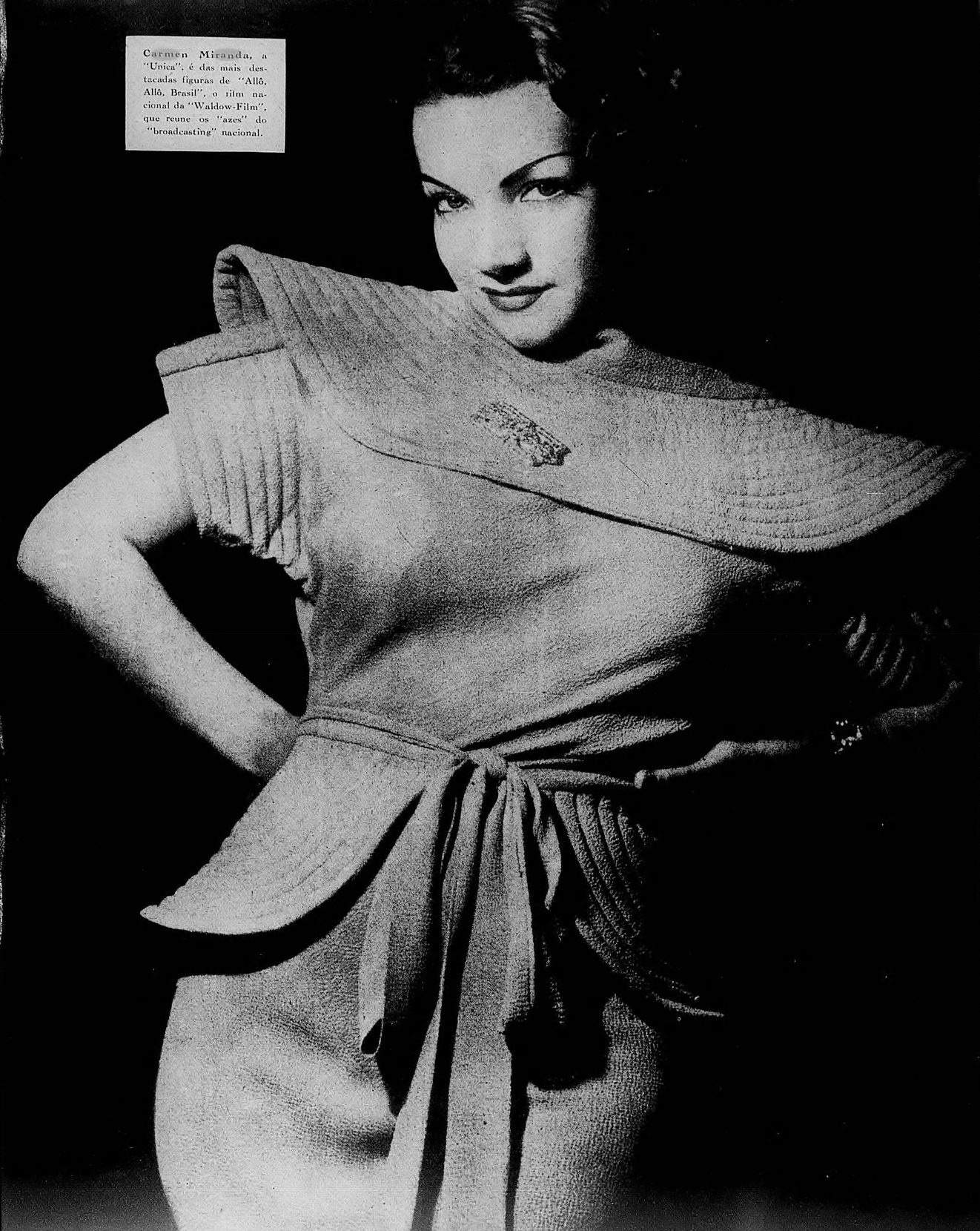
Carmen Miranda, 1935

Dopo l’esperienza nelle sale cinematografiche, entrò a far parte di una serie di orchestre: sotto il maestro Sebastião, nell’orchestra di Alarico Paes Leme e poi nella Jazz Band Sul-Americana di Romeu Silva, con la quale andò in Europa nel 1925 per una tournée. Fece alcune esperienze musicali, poi si unì nel 1927 a José Rodrigues e alla sua orchestra American Jazz. L’anno seguente vide le registrazioni di due sue composizioni di samba, Vou à penha incisa da Mário Reis, e Tu queres muito, per la voce di Artur Castro. L’anno dopo fu a Bahia, invitato come pianista nell’orchestra di Napoleão Tavares, e altre sue composizioni vennero riprese in sala di incisione o in teatro: fra di esse Não posso mais, Vamos deixar de intimidade, Vou à penha, Febre azul, Amizade, Vamos deixar de intimidade. Successivamente Barroso compose anche Cor morena e Juramento; con No tabuleiro da baiana partecipò alla rivista che lanciò Carmen Miranda.
Il 26 febbraio 1930, Barroso si sposò con Ivone Belfort de Arantes, ma le nozze non rallentarono la creatività del musicista che continuò a comporre canzoni: fra le tante Nego no samba scritta per la Miranda, Me deixa Ioiô in onore dell'attrice portoghese Maria Sampaio. La composizione musicale occupò anche il 1931, poi l'anno successivo ebbe luogo l'esordio di Barroso in radio; Horas do outro mundo fu il programma in cui il musicista accompagnava al piano le voci della scuderia di Rádio Philips, anche se l'artista non mancò di proseguire nella creazione di motivi, da solo o in tandem con altri compositori. Nel biennio successivo fu la volta di musiche per riviste e di altre canzoni, come Na batucada da vida, registrata da Carmen Miranda con gli arrangiamenti di Pixinguinha.
A metà degli anni trenta Barroso sfornò due successi, Grau de e la samba Inquietação che trovò posto nelle musiche della pellicola Favela dos meus amores di Humberto Mauro; si impegnò anche come giornalista per la testata di Rio Correio da noite, poi andò a occuparsi di Rádio Kosmos a San Paolo. La sua esperienza in radio si estese al mestiere di radiocronista quando trasmise le cronache delle partite di calcio del campionato sudamericano, con delle infervorate descrizioni in particolare della finale fra Brasile e Argentina. Sempre in radio, curò dei programmi di intrattenimento che presentavano artisti esordienti, e fra di essi apparvero Lúcio Alves, Ângela Maria, Dolores Duran, Elza Soares ed Elizeth Cardoso. E poi ancora scrisse riviste musicali, presentò trasmissioni radiofoniche sportive e fu autore di canzoni.

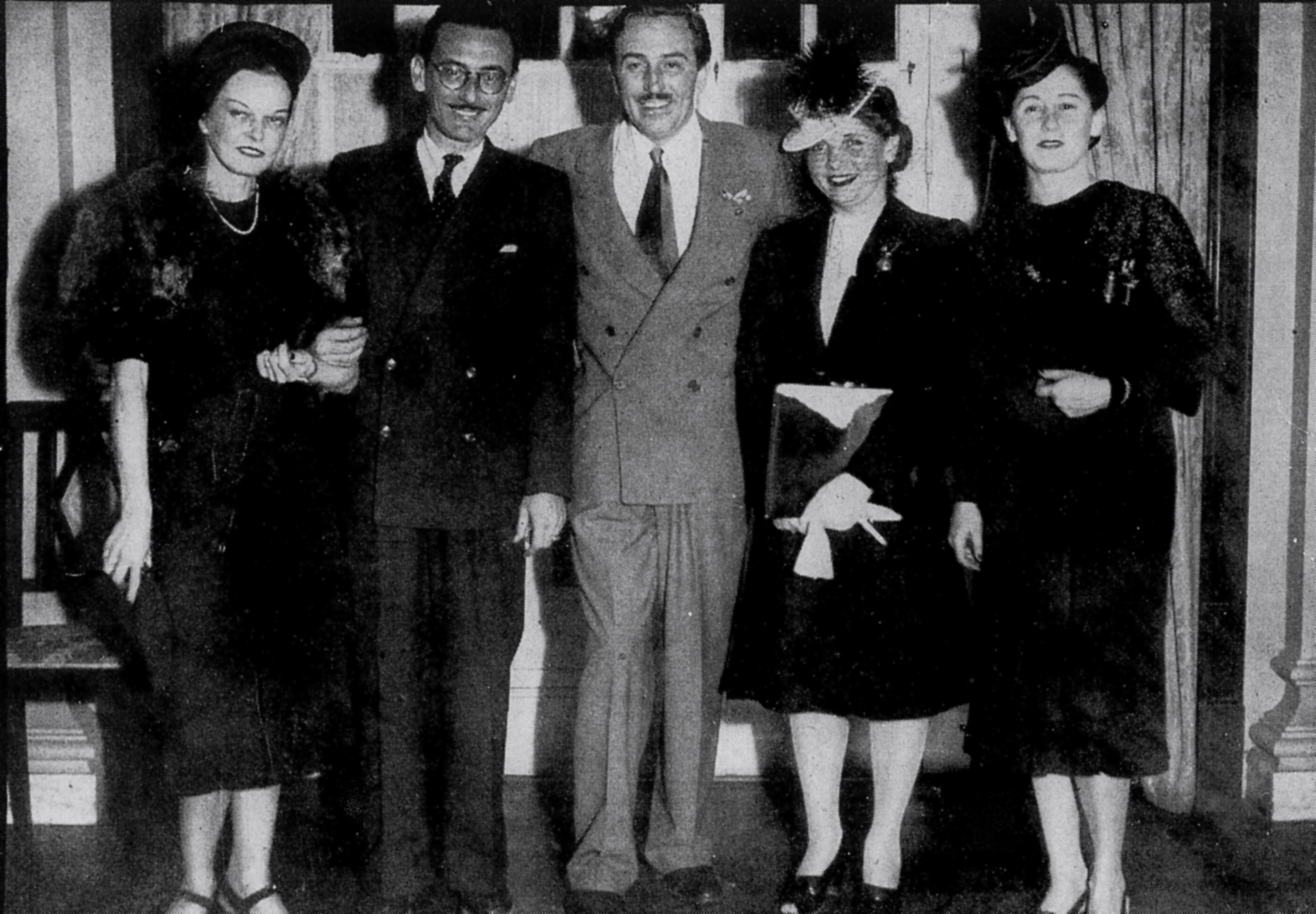
Ary Barroso con Walt Disney, 1942

Per Barroso la fama oltre i confini del Brasile sarebbe arrivata con il motivo Aquarela do Brasil. Agli inizi la composizione non ebbe fortuna: la prima interprete che la lanciò, Aracy Cortes, non aveva la voce adatta; e la canzone non fu giudicata idonea dalla giuria presieduta da Heitor Villa-Lobos nel concorso indetto per scegliere le musiche del carnevale del 1940. Poi, nell’agosto del 1941, Walt Disney, durante una visita in Brasile in cerca di motivi latino-americani orecchiabili, udì la melodia e vi si interessò; volle conoscere l’autore e senza troppi indugi acquistò i diritti della canzone. L'anno successivo Aquarela do Brasil (rinominata Brazil) trovò posto fra le musiche del film di animazione Saludos Amigos e nel tempo divenne una delle canzoni con il maggior numero di registrazioni. Diventò talmente popolare da essere considerata un inno nazionale, e venne registrata centinaia di volte; fu reinterpretata dapprima da Xavier Cugat, a cui seguirono Carmen Miranda, Sílvio Caldas, Francisco Alves, Orlando Silva, Elizeth Cardoso, João Gilberto, Antônio Carlos Jobim, Elis Regina, Radamés Gnattali, Caetano Veloso e Gal Costa. Fuori dal Brasile il motivo venne ripreso, fra i tanti, da Ray Conniff, Bing Crosby, Frank Sinatra, l’orchestra di Tommy e Jimmy Dorsey, Dionne Warwick e Toots Thielemans. Barroso fu anche negli Stati Uniti, dove compose le musiche per il film Brazil; lì gli venne offerto di assumere la direzione musicale della Walt Disney Productions, proposta che l'artista rifiutò per potere seguire la squadra del Flamengo impegnata nel campionato di calcio carioca e di cui nel 1960 sarebbe diventato il vicepresidente per la sezione culturale e ricreativa. La sua passione calcistica e la devozione alla squadra di cui era acceso sostenitore gli costarono i baffi, che aveva scommesso contro il giornalista e musicista Haroldo Barbosa, tifoso del Fluminense.
Negli anni cinquanta Barroso proseguì nella composizione di melodie. Nel 1953, dopo aver formato la Orquestra de Ritmos Brasileiros, fu in tournée in Venezuela e Messico, e due anni dopo andò con la stessa formazione in Uruguay e in Argentina. Nel 1955 ricevette dal Presidente della Repubblica il titolo dell’Ordem Nacional do Mérito. Nello stesso anno un altro suo brano, Folha morta, lanciato dal cantante Jamelão, divenne un classico della musica popolare brasiliana. Seguirono diverse sue composizioni incise da altri artisti, spettacoli con musicisti quali Aurora Miranda, Grande Otelo e Elizeth Cardoso, l’incisione dell’LP Ary Caymmi - Dorival Barroso, nel quale Dorival Caymmi e Ary Barroso duettavano eseguendo l’uno le composizioni dell’altro e viceversa; e nel 1958 l’impegno come presentatore televisivo di Rio, gosto de você e poi di Calouros em desfile, altro programma per esordienti.

### L’esperienza politica
Nel 1946 Barroso decise di dedicarsi alla politica e si presentò con l’União Democrática Nacional alle elezioni per il consiglio municipale di Rio de Janeiro ottenendo un brillante risultato. Nel suo nuovo ruolo pubblico si impegnò per la costruzione dello stadio Maracanã e si dette da fare anche nell’ambito dei tributi sui diritti d’autore. Fu un’esperienza che non durò molto dato che nel 1954 non venne rieletto. Il giornale O Globo, commentando con amarezza il fallimento, si consolò ricordando che in tal modo Barroso avrebbe potuto dedicarsi interamente alla musica e alla composizione, sottolineando che due accordi dei suoi successi valevano di più che un voto a favore di servizi sociali.

### Gli ultimi anni

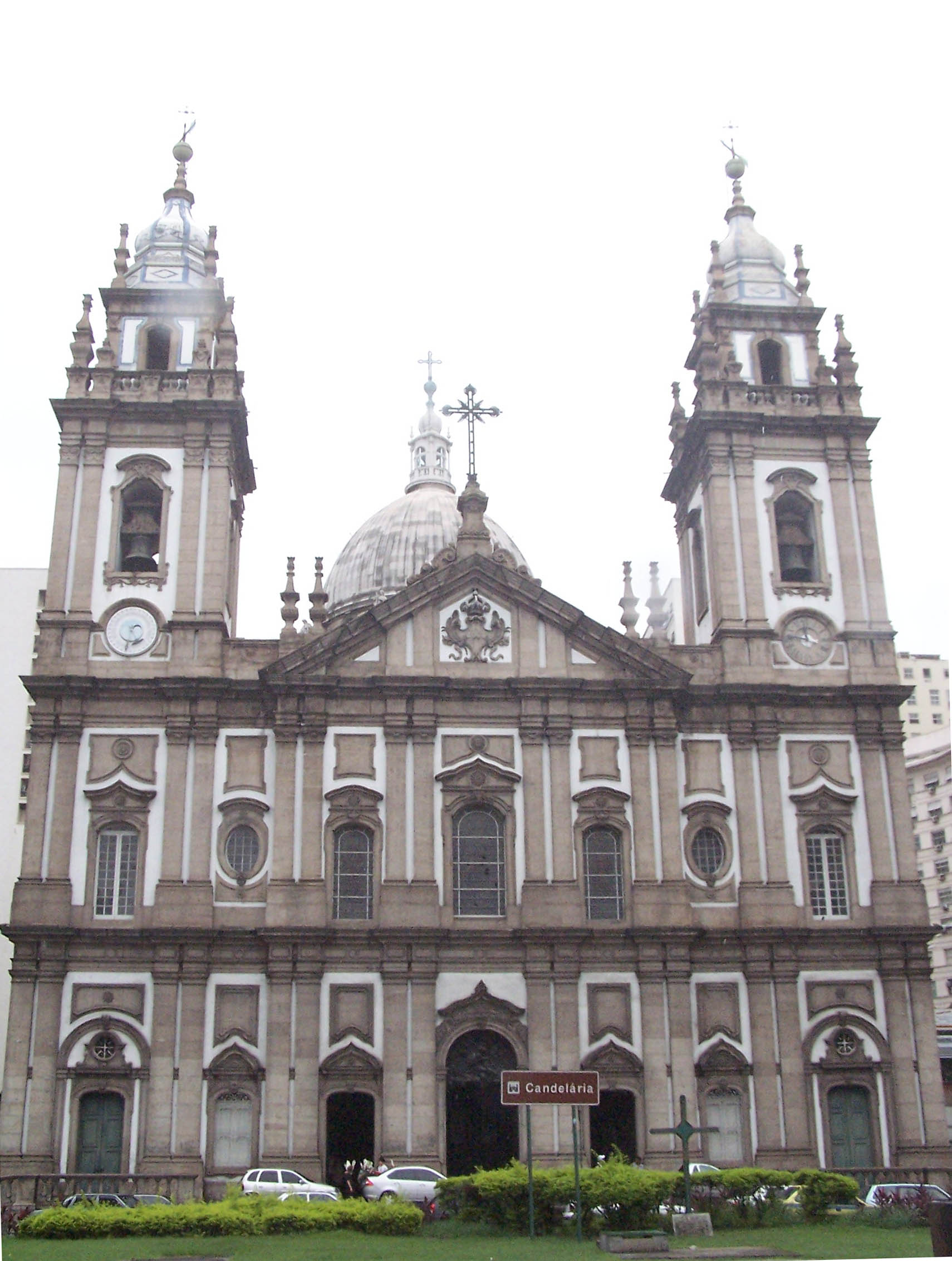
Chiesa della Candelária

L'artista brasiliano diradò i suoi impegni di compositore a inizio degli anni sessanta, periodo in cui ebbe anche problemi di salute e noie e incomprensioni con l'ordine professionale a cui apparteneva e per le quali ottenne la solidarietà degli ammiratori carioca che sfilarono per lui intonando la sua ormai celeberrima composizione Aquarela do Brasil. In precarie condizioni di salute, omaggiato dalla vecchia guardia musicale e dalla scuola emergente della bossa nova, nel 1963 Barroso rientrò temporaneamente nell'ambiente musicale di cui era stato protagonista di prima grandezza, ma poco dopo fu ricoverato per una nuova crisi di cirrosi alla Casa de Saúde São José. Le condizioni di salute, dopo un lieve miglioramento, si aggravarono e lo costrinsero all’ospedalizzazione presso l’Instituto Cirúrgico Gabriel de Lucena dove il musicista morì nel febbraio del 1964. La bara venne avvolta nella bandiera del Flamengo, la squadra del cuore, e il feretro fu seguito da un corteo di più di cinquemila persone, fra le quali un rappresentante del Presidente della Repubblica e il rappresentante del governatore. Una settimana dopo, alla messa in sua memoria tenuta nella chiesa della Candelária parteciparono uomini politici, artisti, musicisti fra i quali Pixinguinha, Vicente Celestino, João de Barro, Ataulpho Alves, e i tanti amici.

## Discografia
Album in studio

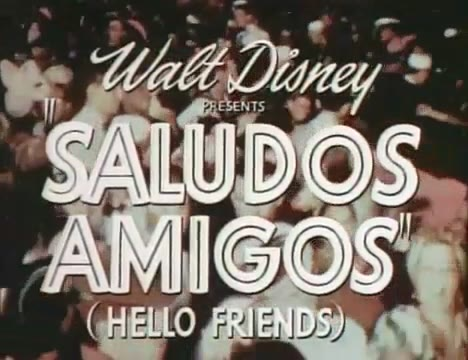
Il trailer di Saludos Amigos, che promosse il trionfo internazionale di Aquarela do Brasil

- 1955 - Encontro com Ary - Um bate papo musical com o maior compositor brasileiro
- 1958 - Ary Caymmi - Dorival Barroso
- 1958 - Meu Brasil brasileiro

Singoli
- 1938 - Deixa falar
- 1939 - Tu/Maria/No rancho fundo/Faceira/Foi ela/Terra de iaiá
- 1939 - Na baixa do sapateiro/Boneca de pixe
- 1940 - Sem ela/No tabuleiro da baiana/Por causa dessa cabrocha/Novo amor/Quando penso na Bahia
- 1950 - Ai Geni/Na beira do cais
- 1951 - Chorando/Sambando na gafieira
- 1952 - O nosso amor morreu/Nada mais me consola
- 1954 - Um nome para esta valsa/Ocultei[11]